# Borovac (Sv. Klement)
Koordinati:   43°10′26″N, 16°19′58″E
Borovac je majhen nenaseljen otoček v skupini Peklenskih otokov. Otoček leži okoli 100 m severozahodno od skrajnega zahodnega dela otoka Sveti Klement. Površina otočka je 0,022 km², dolžina obale meri 0,74 km.